# L'últim sopar (pel·lícula)
L'últim sopar (títol original en anglès The Last Supper) és una pel·lícula estatunidenca de 1995 dirigida per Stacy Title. Protagonitzada per Cameron Diaz, Ron Eldard, Annabeth Gish, Jonathan Penner i Courtney B. Vance com cinc estudiants universitaris liberals que conviden a sa casa a tota mena de gent d'extrema dreta, amb opinions polítiques amb les que no estan d'acord, per així poder assassinar-los.

## Argument
El film se centra en cinc estudiants universitaris d'Iowa, Jude (interpretada per Cameron Diaz), Pete (interpretat Ron Eldard), Paulie (interpretada per Annabeth Gish), Marc (interpretat per Jonathan Penner), i Luke (interpretat per Courtney B. Vance), que viuen junts a una casa rústica. La colla d'amics té un sopar amb Zack (interpretat per Bill Paxton), un racista, antisemita, veterà de la Guerra del Golf amb un possible trastorn d'estrès postraumàtic. Després d'un acalorat debat polític, amb Zack fent extraordinàries declaracions, com ara "Adolf Hitler tenia raó" i "l'Holocaust no es pot provar", la vetlada empitjora, amb Zack amenaçant al grup i trencant un braç a Pete. Marc mata a Zack i tots els amics decideixen ocultar l'assassinat i no dir ni piu. Després d'un llarg debat encapçalat per Luke, els estudiants decideixen continuar matant persones amb punts de vista conservadors o extrems, per tal de fer del món un lloc millor.
Els estudiants estableixen un procediment per cada assassinat. Als hostes se'ls donaran totes les oportunitats possibles perquè canviin d'opinió i es retractin de les seves creences. Si els hostes no canvien la seva opinió o actitud, el grup els oferirà un vi enverinat d'una licorera de color blau i els plantejarà un brindis. Els cossos són soterrats a l'horta de la casa. Els convidats inclouen un reverend homòfob (interpretat per Charles Durning), un xovinista misogin (interpretat per Mark Harmon), un neonazi (interpretat per Rick Lawrence), un anti-ecologista (interpretat per Jason Alexander), una extremista Pro-vida (interpretada per Rachel Chagall), una defensora de la censura als llibres (interpretada Pamela Gien), un agressor de vagabunds (interpretat per Nicholas Sadler), i opositors als drets dels gais, tots ells són assassinats. Després de deu assassinats, els dubtes comencen a sorgir en el si del grup amb un parell d'ells tenint una seriosa indecisió respecte a la justificació de les seves accions. El complex de culpabilitat obliga a Jude, Pete, Marc, i Paulie, en una decisió gairebé unànime, amb només la dissidència de Luke, de deixar anar i perdonar la vida a una adolescent que s'oposa al caràcter obligatori de l'educació sexual a l'ensenyament (interpretada per Elisabeth Moss).
Una xèrif local, que investiga el parador d'una xica desapareguda, s'apropa al grup. Per coincidència, el principal sospitós en el cas és Zack, la primera víctima, que també fou condemnat per assetjament sexual. La sospita de la policia creix sobre el comportament dels estudiants i interroga Pete, Marc i Paulie. Després de trobar-la tafanejant al voltant de la casa, Luke mata a la xèrif sense que ho sàpiga la resta del grup. Durant una aturada de vacances de la universitat, Luke i Pete es troben amb Norman Arbuthnot, un famós opinant conservador i el conviden a sopar. (Breus segments de declaracions radicals formulades per Arbuthnot havien anat apareixent a la TV i el grup les havia estat observant a sa casa). Durant el sopar, Norman frustra al grup amb els seus arguments moderats i persuasius que en general el grup té dificultats de rebatre. Fins i tot admet que diu coses radicalment conservadores, principalment per cridar l'atenció. De pura frustració, els cinc estudiants sospitosament s'excusen a la cuina per tal de determinar el destí de Norman. Li adverteixen de no beure el vi enverinat dient, "es quedà massa temps fora i s'ha espatllat". Després d'un breu debat, només Luke encara vol matar Norman, anomenant-li Hitler. Després d'un tens altercat, on Luke apunta a Jude amb la pistola tenia previst utilitzar amb Norman, este és dissuadit i es posa a plorar. Mentrestant, Norman examina la casa dels estudiants dedueix les seves activitats assassines. La ironia comença quan els insospitats estudiants tornen a la taula. Arbuthnot presenta al grup unes copes de vi i els ofereix un brindis, però no per beure ell mateix. A continuació, els lleva les pors, fent bafarades amb un gran cigar, i dient, "no vos preocupeu, no he servit el vi espatllat".
Ix un enfocament a curta distància d'una pintura, presumiblement realitzada per Marc, que representa els cinc estudiants desplomats a terra, amb Norman dempeus i fumant un cigar.

## Repartiment principal
| Actor             | Paper               |
| ----------------- | ------------------- |
| Cameron Diaz      | Jude                |
| Ron Eldard        | Pete                |
| Annabeth Gish     | Paulie              |
| Jonathan Penner   | Marc                |
| Courtney B. Vance | Luke                |
| Bill Paxton       | Zachary Cody        |
| Nora Dunn         | Xèrif Alice Stanley |
| Ron Perlman       | Norman Arbuthnot    |

Entre els actors que fan de víctimes estan Bill Paxton, Charles Durning, i Jason Alexander.

## Desenvolupament i producció
El personatge de Norman Arbuthnot s'inspira en l'opinador conservador en la vida real Rush Limbaugh. Beau Bridges fou originalment a qui se sol·licità per exercir el paper, però no ho acceptà. Un dels productors té un cameig com l'home que vol que el seu llibre siga signat per Arbuthnot.
Immediatament després que es completà la filmació, la casa que s'utilitzà en la pel·lícula fou reduïda a cendres.
Una versió dels Shonen Knife de la cançó dels The Carpenters "Top of the World" es toca durant els crèdits de tancament.

## Taquilla
La pel·lícula no ho feu bé a la taquilla, obtenint a penes un total de 459.749 $ de brut intern.